# Маргарит и Маргарита
„Маргарит и Маргарита“ е български игрален филм (драма) от 1989 година на режисьора Николай Волев, по сценарий на Николай Волев и диалози на Марин Дамянов. Създаден е по идея на Александър Томов. Оператор е Красимир Костов. Музиката във филма е композирана от Георге Замфир, Бийтълс, Кени Роджърс и Андрюс Систърз.
Заглавието е игра на думи с романа на Михаил Булгаков „Майстора и Маргарита“.
Противоречива любовна история се развива на фона на изродената управленска система по времето на социализма в България. Поради това и прожекциите на провокативния филм, завършен през 1987-1988 г., били възпрепятствани до смяната на управлението в края на 1989 г.

## Сюжет
Маргарита, която иска да я наричат Рита, е преместена в друго училище, защото е ударила шамар на перверзния си учител по трудово възпитание, хванал я да пуши в училище. Тъй като момчето до нея по време на час я убеждава, че не ѝ се подиграва, а действително се казва Маргарит, той е извикан за изпитване на дъската, но се прави на велик и хвърля бележника си към главата на учителката. Един съученик закача полата на Рита, която се къса. Рита заблудена зашлевява шамар на Мър (както нарича Маргарит впоследствие), а той подгонва съученика, като в боя си разбиват директорския кабинет. Макар че класната ръководителка за втори път се опитва да изглади проблема, Маргарит не се извинява по време на комсомолското мероприятие и директорът е принуден повторно да нареди остригването на двете момчета нула номер. Маргарит отказва и е последван от Рита, която междувременно е избягала от къщи.
След като не желае да послуша молбите на майка си, която е готова да направи всичко, за да го върне в правия път, Маргарит се премества с Рита в мизерно помещение. Започват работа, но Рита е увлечена по танците и постепенно се привързва към хореографа Юлиан, към когото Маргарит неколкократно подхожда с агресия, тъй като ревнува заради вниманието, което Рита му отделя. Страстната любов между Мър и Рита е съпътствана от крамоли и забрани. Сватбата се проваля. Тя забременява непредвидено и абортира. Въпреки това тренира до припадък, прави участия и така се запознава с всевластния Неризанов, който може да ѝ отпусне апартамент. Но „за да получиш, трябва да дадеш“, смята Неризанов и така започва сексуалното обслужване на женения Неризанов, който се ползва от влиянието си, за да облагодетелства или заплашва другите.
Рита е използвана от Юлиан като муле на валута, но е заловена. Убедена е да не го издава, а условна присъда е наложена на Маргарит. Последният отказва да плати глобата си с парите на Юлиан и започва работа в „Кремиковци“. Сбиване с друг работник, закачал се с Рита, добавя нови прегрешения към досието му.
Неризанов неколкократно успява да се спаси от буйния Маргарит – веднъж чрез Военно коменданство /по това време не е имало военни полицаи/, която го връща в армията, веднъж чрез охранителя си. В последната от сцените в издействания апартамент Юлиан показва, че е привлечен от Рита, но тя е заета с мисълта, как ще продаде изпросено палто. Пристига Неризанов, който изважда поредната бутилка луксозно за времето си уиски. Самоуверено кара Юлиан да му завърже обувката, докато унижаващо отърква пубиса си в седалището му. Опитва да накара същото Мър, дошъл междувременно, който „по особено мъчителен начин и с особена жестокост“ разбива главата му в стената, за което рецидивистът законосъобразно е осъден на смърт от Софийския ГС.
В коридора на Съдебната палата Маргарит отнема пистолета на милиционер и се самоубива.

## Културен контекст
Заглавието на филма е алюзия на романа на Булгаков „Майстора и Маргарита“, като любовната история е също толкова абсурдна. С романтична крайност младите погубват живота си.
Трудно е да се определи дали има положителни герои във филма: циничният корумпиран социалистически деец, непоправимият побойник, зарязалата родители и училище, хореографът – връзкар и валутен престъпник. Родителите, даващи всичко за децата си, са пародирани, а добронамерената учителка – измамена.
Филмът действа изобличаващо за обществените недостатъци по време на тоталитарния социалистически режим в България.
- Възкачването в йерархията става чрез връзване на връзки и Неризанов твърди, че ще продължи да успява по тази начин.
- Сдобиването с блага става чрез непотизъм, без да се взимат под внимание справедливостта и нуждите на трудещите се, например при осигуряването на безплатния апартамент (сдобиването с какъвто става след години чакане) или при „бракуването“ на палтото от норки за 8000 лв.
- Възпитателните мерки (обръсване на главата, комсомолски събирания, родителски напътствия) не повлияват благоприятно на младежите. Въпреки телевизионните си призиви за „единство на думи и дела“ Неризанов е двуличен демагог.

Създаването на филма в последните години на социализма в България представя гротескността на обществото, в което вече няма място за идеали и в което всичко се купува и продава зад цинична фасадност, която вече не успява да скрие грозните проявления на корумпираните силни на деня. Но размененна монета са най-вече самите герои. Репликата на Неризанов „За да получиш, трябва да дадеш“ остава в съзнанието на поне едно поколение българи.

## Политическа история на филма
Противоречивата любовна история се развива на фона на изродената управленска система по времето на социализма в България. Поради това и прожекциите на филма били възпрепятствани.
Сценарият се основава на повестта на Александър Томов, но е далеч по-критичен към народната власт, поради което авторът ѝ се отказва от проекта.
С цел продукцията да бъде одобрена от художествения съвет Волев представя фалшиви режисьорски книги. Актьорите не донасят, какъв е характерът на филма. След завършването през 1987 г. си е допуснато да бъде прожектиран пред работниците в Перник чак през 1989 г. с очакването, че публиката ще го критикува, след като режисьорът е отказал да го промени.
Впоследствие е спрян с официалния мотив, че бил твърде публицистичен, а не художествен.
Втората премиера е на 4 декември 1989 г. След промяната на управлението в България „Маргарит и Маргарита“ се разпространява свободно.
Филмът печели Наградата за най-добър филм през 1989 г. на Съюза на българските филмови дейци. Избран е за Петнадесетдневката на режисьорите в Кан през 1990 г.

## Състав

### Актьорски състав
| Изпълнител                          | Роля                         |
| ----------------------------------- | ---------------------------- |
| Ирини Жамбонас (като Ирини Жамбона) | Маргарита (Рита)             |
| Христо Шопов                        | Маргарит                     |
| Васил Михайлов                      | Неризанов                    |
| Рашко Младенов                      | Юлианчо                      |
| Илия Раев                           | Директорът на училището      |
| Таня Шахова                         | Класната Костова             |
| Кина Дашева                         | Майката на Маргарит          |
| Веселин Вълков                      | Бащата на Маргарит           |
| Елена Райнова                       | Майката на Маргарита         |
| Стоян Стоев                         | Кънчо, бащата на Маргарита   |
| Мая Томова                          | Съпругата на Неризанов       |
| Румяна Първанова                    | Шефката                      |
| Благовест Арнаудов                  | Келнер                       |
| Николай Ангелов                     | Управител на магазин         |
| Марин Дамянов                       | Учителят по трудово          |
| Рени Китанова                       | Учителката Тренева           |
| Стефан Георгиев                     | Учителят по физкултура       |
| Валентин Недялков                   | Илийчо – шофьор на Неризанов |
| Красимир Ранков                     | Следователят                 |
| Митко Марков                        | Следовател                   |
| Валентин Бурски                     | Съученикът                   |
| Димо Илинкин                        |                              |
| Васил Тошев                         |                              |
| Иво Златков                         |                              |
| Райна Цанова                        |                              |
| Зоя Огнянова                        |                              |
| Васил Кадънков                      |                              |
| Цветан Ватев                        |                              |

### Творчески и технически екип
| Сценарий              | Сценарий: Николай Волев По идея на: Александър Томов                                                                  |
| Диалог                | Марин Дамянов |
| Режисьор              | Николай Волев |
| Оператор              | Красимир Костов |
| Музика                | Използвана музика от: Георге Замфир (като Дж. Замфир) Бийтълс Кени Роджърс Андрюс Систърз                             |
| Художник              | Иван Андреев |
| Костюми               | Елена Демякова |
| Грим                  | Димитър Коклин |
| Звук                  | Лиляна Кужел |
| Монтаж                | Павлина Шаралиева |
| Директор              | Иван Петков |
| Втори режисьор        | Лили Станишева |
| Втори оператор        | Илия Вучков |
| Втори художник        | Ян Първанов |
| Асистент-режисьор     | Мариана Карчева |
| Асистент-оператор     | Румен Златинов |
| Асистенти по монтажа  | Албена Стоянова Диана Огнянова                                                                                        |
| Скриптер              | Карамфилка Щерева |
| Камерен техник        | Димитър Дончев |
| Тонтехници            | Димитър Атанасов Панайот Касабов                                                                                      |
| Осветление            | Костадин Костадинов Валери Балин Огнян Калайджиев Антон Антонов                                                       |
| Реквизит              | Георги Русимов Румен Димитров                                                                                         |
| Гардероб              | Стоянка Маринова |
| Кран                  | Пламен Петров Йордан Димитров                                                                                         |
| Фотограф              | Гергана Бобчева |
| Хореограф             | Христо Иванов |
| Административна група | Ангел Митев Людмил Йорданов Евгения Манолова Ани Кабова Лена Николова                                                 |
| Distributed by        | БЪЛГАРСКА КИНЕМАТОГРАФИЯ Студия за игрални филми „БОЯНА“ Творчески колектив „64“ (Шейсет и четири) /Copyright © 1988/ |

## Награди
- Награда на СБФД за най-добър филм, 1989
- Награда на критиката на 21 ФБК, София, 1990